# Intelligent dance music
Intelligent dance music of intellectual dance music (afgekort IDM) is een kunstmuziekstroming, afstammend van techno/dance in het begin van de jaren negentig. Vaak wordt het ook wel art techno, braindance, experimental techno of intelligent techno genoemd.

## Geschiedenis
IDM was oorspronkelijk een variant op techno/dance en raakte bekend door de artiesten van het Britse label Warp Records (zoals Aphex Twin en Autechre), met hun inmiddels beroemde "Artificial Intelligence"-compilaties uit 1993.
Later werd deze techno/dancestijl steeds complexer en complexer. Het begon steeds minder op echte techno/dance te lijken. De naam IDM is blijven hangen, omdat deze al veel gebruikt werd, zoals op de Intelligent Dance Music Mailing List, die al sinds augustus 1993 bestaat.
Tegenwoordig is IDM meer een verzamelnaam voor allerlei experimentele muziek. Voor alles wat experimenteel was, ongeacht waarmee het gemaakt is. Daarom is het vaak moeilijk te bepalen wanneer iets IDM te noemen is of niet.

## Productie
Alhoewel met alles IDM te maken is, wordt het het meeste gemaakt met computers, omdat deze zo veelzijdig zijn. De bekendste muziekprogramma's zijn Cycling 74's, Max/MSP, Cubase, Fruityloops, Native Instruments' Reaktor, Logic Pro, Ableton Live en Pro Tools. Met deze programma's kan men ook zelf softwaresynthesizers en effects "bouwen", zonder veel complex programmeerwerk. Naarmate de computers complexer en krachtiger werden, werd de IDM-muziek ook steeds complexer, omdat de componisten steeds ingewikkeldere software-synthesizers en effecten konden gebruiken/maken.

## Circuit bending
Een andere populaire techniek is het zogeheten circuit bending. Hierbij worden vaak goedkope keyboards, zoals de Casio SK-1, gemodificeerd, om zo verrassende geluiden en effecten te krijgen.

## Artiesten
- Alter Ego
- Aphex Twin
- Apparat
- Autechre
- Atom Heart
- Black Dog
- Boards of Canada
- Bola
- Cylob
- Edge of Motion
- Thomas Fehlmann
- Flying Lotus
- Four Tet
- Funckarma
- Jackson and His Computer Band
- Kettel
- Kid 606
- Kraftwelt
- Kraftwerk
- LFO
- Lone
- Ludique
- Luke Slater
- Luke Vibert
- Manitoba
- Meander
- Mike Paradinas aka µ-ziq
- Moderat
- Monodisc
- Monolake
- Mouse On Mars
- Ochre
- Orbital
- Ovuca
- Pete Namlook
- Plaid
- Prefuse 73
- Quench
- Solar Fields
- Squarepusher
- Tapage
- The Orb
- Tipper
- Tycho
- Vendor Refill
- Venetian Snares

## Labels
- Morr Music
- FatCat Records
- Meta0
- Narrominded
- Ninja Tune
- Planet-mu
- Rephlex
- Sending Orbs
- Skam
- Warp Records